# IX Congresso del Partito Comunista Russo (bolscevico)
Il IX Congresso del Partito Comunista Russo (bolscevico), o PCR(b), si svolse dal 29 marzo al 5 aprile 1920 a Mosca.

## Lavori
Al Congresso parteciparono 715 delegati, di cui 553 con diritto di voto deliberativo, in rappresentanza di 612 000 iscritti al partito. Al termine dei lavori venne eletto il Comitato centrale, composto da 19 membri effettivi e 12 candidati.